# 山市場村
山市場村（やまいちばむら）は、神奈川県足柄上郡に存在した村。現在の山北町南西部に位置した。

## 地理
- 川：河内川

## 歴史

### 村名の由来
山間にある市場という意味と推測される。

### 沿革
- 1889年（明治22年）4月1日 - 町村制の施行により、山市場村が単独村制。川西村、湯触村、谷ケ村、神縄村との町村組合が発足し、組合役場を川西村大字川西に設置。大字は編成しなかった。
- 1923年（大正12年）4月1日 - 川西村、谷ケ村と合併して清水村が発足。同日山市場村廃止。